# Kasey Palmer
Pour les articles homonymes, voir Palmer.
Kasey Remel Palmer , né le 9 novembre 1996 à Londres, est un footballeur international jamaïcain qui évolue au poste de milieu de terrain à Hull City. Il possède également la nationalité britannique.

## Biographie

### En club
Prêté à Huddersfield Town lors de la saison 2016-2017, Palmer participe à vingt-six rencontres toutes compétitions confondues (cinq buts) avant de réintégrer l'effectif des Blues en juin 2017. Le 4 juillet 2017, il est prêté pour une seconde saison consécutive à Huddersfield Town. Après seulement cinq matchs disputés avec les Terriers en l'espace de six mois, Palmer retourne plus tôt que prévu à Chelsea en janvier 2018.
Le 31 janvier 2018, il est prêté pour six mois à Derby County. Il inscrit deux buts en seize matchs toutes compétitions confondues avant de retrouver Chelsea à l'issue de la saison.
Le 30 juillet 2018, Palmer est de nouveau prêté, cette fois aux Blackburn Rovers pour une durée d'une saison. Buteur à trois reprises en dix-sept matchs avec les Rovers lors de la première partie de saison 2018-2019, Palmer est cédé en prêt pour six mois à Bristol City le 9 janvier 2019. Il inscrit deux buts en dix-sept matchs avec Bristol, avec qui il s'engage définitivement le 1er août 2019.
Le 16 octobre 2020, il est prêté à Swansea City.
Le 21 juin 2022, il rejoint Coventry City.

### En sélection
Il participe au Tournoi de Toulon 2016 avec l'équipe d'Angleterre espoirs.

## Statistiques
| Saison                | Club                     | Championnat           | Championnat | Championnat | Coupe(s) nationale(s) | Coupe(s) nationale(s) | Compétition(s) continentale(s) | Compétition(s) continentale(s) | Compétition(s) continentale(s) | Play-offs | Play-offs | Total | Total |
| Saison                | Club                     | Division              | M.          | B.          | M.                    | B.                    | Comp.                          | M.                             | B.                             | M.        | B.        | M.    | B.    |
| 2016-2017             | Huddersfield Town (prêt) | Championship          | 24          | 4           | 2                     | 1                     | -                              | -                              | -                              | 1         | 0         | 27    | 5     |
| 2017-2018             | Huddersfield Town (prêt) | Premier League        | 4           | 0           | 1                     | 0                     | -                              | -                              | -                              | -         | -         | 5     | 0     |
| 2017-2018             | Derby County (prêt)      | Championship          | 15          | 2           | -                     | -                     | -                              | -                              | -                              | 1         | 0         | 16    | 2     |
| 2018-2019             | Blackburn Rovers (prêt)  | Championship          | 14          | 1           | 3                     | 2                     | -                              | -                              | -                              | -         | -         | 17    | 3     |
| 2018-2019             | Bristol City (prêt)      | Championship          | 15          | 2           | 2                     | 0                     | -                              | -                              | -                              | -         | -         | 17    | 2     |
| Sous-total            | Sous-total               | Sous-total            | 72          | 9           | 8                     | 3                     | -                              | -                              | -                              | 2         | 0         | 82    | 12    |
| 2019-2020             | Bristol City             | Championship          | 25          | 1           | 2                     | 0                     | -                              | -                              | -                              | -         | -         | 27    | 1     |
| 2020-2021             | Bristol City             | Championship          | 23          | 2           | 4                     | 2                     | -                              | -                              | -                              | -         | -         | 27    | 4     |
| 2021-2022             | Bristol City             | Championship          | 6           | 1           | 2                     | 0                     | -                              | -                              | -                              | -         | -         | 8     | 1     |
| Sous-total            | Sous-total               | Sous-total            | 54          | 4           | 8                     | 2                     | -                              | -                              | -                              | -         | -         | 62    | 6     |
| 2020-2021             | Swansea City (prêt)      | Championship          | 12          | 1           | -                     | -                     | -                              | -                              | -                              | -         | -         | 12    | 1     |
| Sous-total            | Sous-total               | Sous-total            | 12          | 1           | -                     | -                     | -                              | -                              | -                              | -         | -         | 12    | 1     |
| 2022-2023             | Coventry City            | Championship          | 29          | 3           | 2                     | 1                     | -                              | -                              | -                              | 1         | 0         | 32    | 4     |
| 2023-2024             | Coventry City            | Championship          | 32          | 2           | 6                     | 2                     | -                              | -                              | -                              | -         | -         | 38    | 4     |
| 2024-2025             | Coventry City            | Championship          | 3           | 1           | 2                     | 0                     | -                              | -                              | -                              | -         | -         | 5     | 1     |
| Sous-total            | Sous-total               | Sous-total            | 64          | 6           | 10                    | 3                     | -                              | -                              | -                              | 1         | 0         | 75    | 9     |
| 2024-2025             | Hull City                | Championship          | 18          | 1           | -                     | -                     | -                              | -                              | -                              | -         | -         | 18    | 1     |
| Sous-total            | Sous-total               | Sous-total            | 18          | 1           | -                     | -                     | -                              | -                              | -                              | -         | -         | 18    | 1     |
| Total sur la carrière | Total sur la carrière    | Total sur la carrière | 220         | 21          | 26                    | 8                     | -                              | -                              | -                              | 3         | 0         | 249   | 29    |

## Palmarès

### En sélection
Kasey Palmer remporte le Tournoi de Toulon en 2016 avec l'équipe d'Angleterre espoirs.